# Mosteiro de Dume
O Mosteiro de Dume ou Basílica de Dume de que subsistem as Ruínas Arqueológicas de São Martinho de Dume foi um antigo mosteiro próximo de Braga, no nordeste de Portugal.
Foi fundado pelo Martinho de Dume no século VI d.C., durante a década de 550. 
Atualmente, o mosteiro é um local destinado a arqueologia, onde funciona o  Núcleo Museológico de São Martinho de Dume, um museu na freguesia de Real, Dume e Semelhe, município de Braga, em Portugal. Inaugurado a 6 de Agosto de 2006, expõe vestígios arqueológicos locais.
O museu tem como objectivo principal expor o Sarcófago de S. Martinho de Dume e a Basílica de São Martinho de Dume, dando também a conhecer outros achados arqueológicos locais. A segunda fase de musealização foi inaugurada a 26 de Agosto de 2017.

## O Sarcófago de São Martinho
O Sarcófago de São Martinho, classificado como um Bem Cultural Móvel de Interesse Nacional (pelo Decreto-Lei n.º19, de 18 de Julho de 2006), é um sarcófago, datado entre finais de século VI a XII, onde se encontram os restos mortais de S. Martinho de Dume.
O sarcófago de pedra calcária é constituído por duas peças, uma arca tumular e a respectiva tampa, que se encontram decoradas em baixo relevo.
É considerada pelos especialistas como uma das mais notáveis peças de escultura funerária pré-românica do nosso país.

## Basílica de São Martinho de Dume
A Basílica de São Martinho de Dume, localizada no local onde hoje se encontra a igreja de Dume, está actualmente em ruínas.
Mandada construir pelo Rei Suevo Charrarico no ano 550, foi consagrada a S. Martinho de Tours, como voto de agradecimento pela cura do filho Teodomiro.
Foi a Catedral da extinta Diocese de Dume.
As Ruínas Arqueológicas de São Martinho de Dume estão classificadas como Monumento Nacional desde 1993.